# Eishockey Club Thun
Le Eishockey Club Thun est un club de hockey sur glace de Thoune en Suisse. Il évolue en MyHockey League, troisième échelon suisse.

## Historique
Le club est créé en 1936 et, à la suite d'une fusion dans les années 1970, prend le nom de EHC Thun-Steffisburg. Sous cette appellation, l’équipe obtient deux promotions en Ligue Nationale B en 1966 et 1972,.
En 1993, la fusion avec le SC Thunerstern amène un nouveau changement de nom, le SC Thun. Finalement, en 2006, le club choisit de revenir au nom EHC Thun,.
À partir de la saison 2017-2018, la 1re ligue est réformée en MySports League et EHC Thun est retenu dans les douze équipes formant la nouvelle D3 suisse.

### EHC Thun Dames
En 2022, l’EV BOMO Thun, club féminin historique de l’Oberland bernois, annonce son intégration à l’organisation du SC Bern et le club déménage dans la capitale à l’intersaison 2023.
À la suite de cela, le EHC Thun décide de fonder une équipe féminine pour maintenir l’offre sportive de la région. L’équipe intègre la division D de la Swiss Women Hockey League dès la saison 2023-2024.

## Patinoire
Le EHC Thun dispute ses matchs à domicile à la patinoire du Grabengut, pouvant accommoder jusqu’à 2500 spectateurs.
La patinoire se situe au centre ville de Thoune, à deux pas du château.

## Palmarès
- 1re Ligue
  - Champion en 1971-1972

## Effectif
| No    | Nom                | Nat. | Position  | Arrivée                          |
| ----- | ------------------ | ---- | --------- | -------------------------------- |
| +031, | Leandro Frei       |      | Gardien   | 2020 - HC Gstaad-Saanenland      |
| +090, | Gian Graf          |      | Gardien   | 2023 - EV Zug U20                |
| +039, | Stephan Küenzi     |      | Gardien   | 2016 - EHC Adelboden             |
| +035, | Diego Simeoni      |      | Gardien   | 2023 (prêt) - HC Bienne U20      |
| +043, | Niclas Beusch      |      | Défenseur | 2023 - Formé au club             |
| +095, | Nicola Furrer      |      | Défenseur | 2023 - SC Lyss                   |
| +007, | Sascha Inniger     |      | Défenseur | 2019 - SC Langenthal             |
| +033, | Sandro Inniger     |      | Défenseur | 2022 - EHC Adelboden             |
| +059, | Aron Krähenbühl    |      | Défenseur | 2019 - SC Bern U20               |
| +097, | Jan Schoch         |      | Défenseur | 2020 - SCL Tigers U20            |
| +010, | Luc Schweingruber  |      | Défenseur | 2023 - SC Bern U20               |
| +005, | Jan Schöni         |      | Défenseur | 2023 - EHC Arosa                 |
| +012, | Janik Wyss         |      | Défenseur | 2021 - HC Viège                  |
| +016, | Jeremy Minder      |      | Défenseur | 2023 (prêt) - HCV Martigny       |
| +019, | Fabian Boss        |      | Attaquant | 2013 - EHC Basel                 |
| +018, | Michael Bärtschi   |      | Attaquant | 2016 - SC Bern                   |
| +079, | Nicola Christen    |      | Attaquant | 2021 - GCK Lions                 |
| +091, | Dominik Gyger      |      | Attaquant | 2020 - SC Langenthal             |
| +036, | Lukas Haas         |      | Attaquant | 2022 - HC Viège                  |
| +011, | Roman Messerli     |      | Attaquant | 2020 - Hockey Huttwil            |
| +034, | Christoph Pokrivac |      | Attaquant | 2022 - SC Langenthal             |
| +075, | Joel Reymondi      |      | Attaquant | 2012 - HC Davos                  |
| +025, | Gil Reymondi       |      | Attaquant | 2019 - SC Bern U20               |
| +088, | Nico Schertenleib  |      | Attaquant | 2022 - SCL Tigers U20            |
| +094, | Pascal Rossel      |      | Attaquant | 2010 - Formé au club             |
| +026, | Marc Scheuner      |      | Attaquant | 2022 - EHC Arosa                 |
| +022, | Stefan Spinell     |      | Attaquant | 2023 - HC Viège                  |
| +027, | Jan Wigger         |      | Attaquant | 2022 - EHC Wiki-Münsingen        |
| +028, | Mathys Mojonnier   |      | Attaquant | 2023 (prêt) - HCV Martigny       |
| +029, | Lian Häsler        |      | Attaquant | 2023 (prêt) - HC Dragon Thun U20 |
| +006, | Joel Moser         |      | Attaquant | 2023 (prêt) - EHC Wiki-Münsingen |
| +086, | Noel Riesen        |      | Attaquant | 2021 - Formé au club             |